# Henry Corbould
Henry Corbould, född 1787 i London, död den 9 december 1844 i Robertsbridge, var en engelsk målare. Han var far till Edward Henry Corbould.
Corbould var elev till fadern, porträtt- och landskapsmålaren Richard Corbould (1757–1831). Han utbildades tillika på Londons akademi och målade till att börja med historiebilder med klassiska ämnen. Det var dock först som konstnär han slog igenom; dels utförde han talrika illustrationer för böcker, teckningarna till Walter Scotts The Lady of the Lake et cetera och framställningar av den antika historien, dels nedlade han ett stort arbete, som spände över trettio år, i kopieringen av de antika föremålen i British Museum till återgivning i stick. Hans skicklighet som tecknare fick också användning till återgivning (likaledes för stick) av konstverk i åtskilliga privatmäns, hertigen av Bedfords och earlen av Egremonts, samlingar.